# Karpaten
De Karpaten (Tsjechisch, Pools en Slowaaks: Karpaty, Oekraïens: Карпати (Karpaty), Roemeens: Carpați, Duits: Karpaten, Servisch: Karpati, Hongaars: Kárpátok)
zijn een hooggebergte in Midden-Europa.
De Karpaten vormen een halfcirkelvormige keten met een lengte van bijna 1500 kilometer en een breedte van 100 tot 350 km. De cirkel is open naar het westen en begint in het noorden bij de Donau ter hoogte van Bratislava. In het zuiden eindigt de keten bij de IJzeren Poort op de grens tussen Servië en Roemenië. In het centrum van de cirkel ligt de Pannonische Vlakte.
Het gebergte strekt zich grotendeels uit over Tsjechië, Slowakije, Polen, Oekraïne en Roemenië. Uitlopers zijn te vinden in Oostenrijk, Hongarije en Servië. Het langste stuk ligt in Roemenië en het hoogste gedeelte wordt gevormd door de Hoge Tatra (tot 2655 m) in Slowakije.
De Karpaten kunnen met de klok mee worden onderverdeeld in de volgende gebergten:
- de Westelijke Karpaten, met als hoogste punt de Gerlachovský štít (onderdeel van de Hoge Tatra) in Slowakije (2655 m).
- de Beskiden of Woudkarpaten met als hoogste punt de Hoverla in Oekraïne (2060 m).
- de Oostelijke Karpaten, met als hoogste punt de Pietrosul in Roemenië (2305 m).
- de Zevenburgse Alpen of Zuidelijke Karpaten, met als hoogste punt de Moldoveanu in Roemenië (2544 m).

De Westelijke Karpaten vormen de waterscheiding tussen de Oostzee en de Zwarte Zee. De afwatering komt voor rekening van tal van zijrivieren van de Donau (Tisza, Proet, Mureș, Olt, Siret, e.a.), en van de Weichsel en de Dnjestr met hun zijrivieren.
De Karpaten zijn nergens door eeuwige sneeuw of gletsjers bedekt. Ze zijn in het algemeen bosrijk en voor een groot deel dunbevolkt.

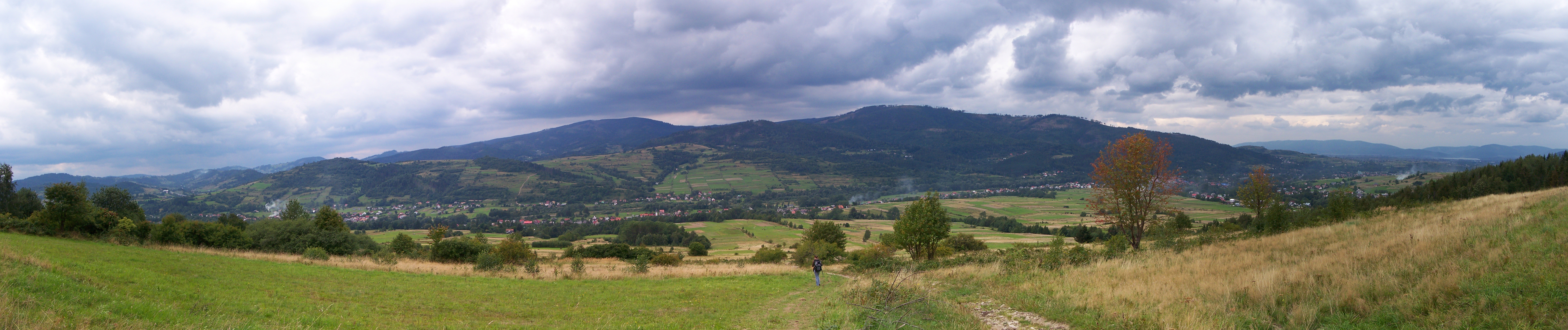
Panoramafoto genomen in de Beskiden in Polen.